# Вильгельм Гессен-Кассельский
Вильгельм Гессен-Кассель-Румпенхайм (нем. Wilhelm von Hessen-Kassel zu Rumpenheim; 24 декабря 1787, Бибрих, Висбаден — 5 сентября 1867, Амалиенборг, Копенгаген) — титулярный ландграф Гессен-Кассель-Румпенхайм, представитель побочной ветви Гессен-Румпенхайм, губернатор Копенгагена.

## Биография
Вильгельм — старший сын титулярного ландграфа Фридриха Гессен-Кассель-Румпенхаймского и его супруги Каролины Нассау-Узингенской, дочери князя Карла Вильгельма Нассау-Узингенского.
В 1837 году принц Вильгельм унаследовал ландграфский титул и вместе с сёстрами получил во владение Румпенгеймский дворец. В соответствии с указаниями отца при Вильгельме Нассау-Узингенском начала складываться традиция так называемых «румпенгеймских семейных дней»: каждые два года члены семьи собирались вместе во дворце. Эта традиция имела большое значение, поскольку многие потомки ландграфа Вильгельма Гессен-Кассельского принадлежали к монаршим семьям Европы.
Ландграф Вильгельм служил в гессенской армии в звании генерала инфантерии и командовал 2-м гессенским пехотным полком, потом перешёл на службу Дании в должности губернатора Копенгагена. Прадедушка Николая II и прапрадедушка великого князя (наследника престола России) Алексея и великих княжон.

## Семья
10 ноября 1810 года Вильгельм женился в Амалиенборге на Луизе Шарлотте Ольденбургской. У супругов родились:
- Каролина (1811—1829)
- Мария Луиза Шарлотта (1814—1895), замужем за Фридрихом Августом Ангальт-Дессауским
- Луиза Вильгельмина Фредерика Каролина Августа Юлия (1817—1898), замужем за Кристианом Шлезвиг-Гольштейн-Зонденбург-Глюксбургским, который в 1863 году стал королём Дании Кристианом IX
- Фридрих Вильгельм (1820—1884), офицер датской армии, женат первым браком на великой княжне Александре Николаевне, после её смерти — на Марии Анне Прусской
- Августа София Фридерика (1823—1899), замужем за бароном Карлом Фридрихом фон Бликсен-Финекке
- София Вильгельмина (18 января 1827—20 декабря 1827)